# Hordeolum externum
Een hordeolum externum, strontje, stijg of, in bepaalde Nederlandse dialecten, een paddenpisser is een ontsteking van de ooglidrand door infectie van een talgkliertje (klier van Zeis) of zweetkliertje (klier van Moll) bij het haarzakje van een wimper. Een hordeolum externum wordt meestal veroorzaakt door een bacterie uit de familie der stafylokokken. Het gebruik van bepaalde cosmetica, zoals kunstwimpers, wordt in verband gebracht met de aandoening. Treden strontjes vaker op kan dit duiden op een zwakker immuunsysteem veroorzaakt bijvoorbeeld door Diabetes mellitus.
Een strontje is zichtbaar als een klein pijnlijk rood knobbeltje op de rand van boven- of onderooglid, soms met een geel kopje. Op een gegeven moment barst het open, waarna zich wat pus ontlast en de ontsteking meestal spontaan verdwijnt. Behandeling is nauwelijks nodig, hoewel vaak wat antibiotische zalf wordt gegeven.  Het rijpingsproces kan beter met een warmtebehandeling met behulp van een rode lamp worden ondersteund. 
Opent het strontje zich na verloop der tijd niet vanzelf en is er sprake van zwellingen of pijntoename, zal een oogarts het strontje openen.  
Aangezien een strontje besmettelijk is, dient aanraking te worden voorkomen en moeten handen eventueel na aanraking worden gedesinfecteerd.
Een 'hordeolum externum' moet worden onderscheiden van een hordeolum internum en een chalazion.